# Élisabeth de Houdetot
Pour les articles homonymes, voir Galos.
Élisabeth Galos, comtesse de Houdetot, née le 15 juin 1841 dans l'ancien 1er arrondissement de Paris et morte le 4 décembre 1925 à Bordeaux, est une femme de lettres française.

## Biographie

### Jeunesse et famille
Élisabeth Louise Joséphine Galos est la fille de Joseph Henri Galos, négociant et député de la Gironde (1804-1873), et d'Isabelle Foy (1818-1869). Ses grands-parents sont entre autres Jacques Galos, député de la Gironde en 1830 (21 octobre 1830 - 30 décembre 1830), et Maximilien Sébastien Foy, général et comte de l'Empire, député de l'Aisne.
Elle épouse le 8 juillet 1867, dans le 8e arrondissement de Paris, Édgard France, comte de Houdetot (1842-1896), chef d'escadron d'état major et trésorier-payeur général.
Le 9 juin 1868, à Paris, elle donne naissance à leur fille Isabelle (1868-1951), qui deviendra, elle aussi, femme de lettres et épousera en 1901 de Fernand de Pindray, marquis d'Ambelle (1861-1928).
Sa mère décède le lendemain de Noël, le 26 décembre 1869. En 1871, son mari est nommé chevalier de la Légion d'honneur. Son père meurt à Bordeaux en 1873, et son mari en 1896.

### Carrière
Élisabeth Galos, comtesse de Houdetot, meurt en décembre 1925, à Bordeaux.

## Œuvres
- Nouveau Théâtre d'éducation..., H. Gautier, Paris, 1885
- Le Théâtre en famille, H. Gautier, Paris, 1888
- Lis et Chardon, Hachette, Paris, 1891
- Les Mémoires d'un parapluie, Hachette, Paris, 1894
- Ysabel, Hachette, Paris, 1895
- Révolté. Sous la neige. L'Aveugle du grand pont. Gertrude..., Hachette, Paris, 1898
- Le Page de Jehanne, Hachette, Paris, 1900
- Cœur brisé.., Hachette, Paris, 1903
- Mlle de Galias : Bordeaux sous la Révolution, Féret et fils, Bordeaux, 1912